# ساتن بنگر
ساتن بنگر (به انگلیسی: Sutton Benger) یک روستا و محله مدنی در بریتانیا است که در ویلتشر واقع شده‌است. ساتن بنگر ۱٬۰۴۵ نفر جمعیت دارد.